# ویلا هیل (کنتاکی)
ویلا هیل (به انگلیسی: Villa Hills) شهری در ایالت کنتاکی کشور ایالات متحده آمریکا است که جمعیت آن در سرشماری سال ۲۰۱۰ میلادی، ۷٬۴۸۹ نفر بوده‌است.